# Monedas de euro de Lituania
El euro (EUR o €) es la moneda oficial de las instituciones de la Unión Europea desde 1999, cuando sustituyó al ECU, de los Estados que pertenecen a la eurozona y de los micro-Estados europeos con quienes la Unión tiene acuerdos al respecto. También es utilizado de facto en Montenegro y Kosovo. Las monedas de euro están diseñadas de tal manera que en su anverso muestran un diseño específico del Estado emisor mientras que en su reverso muestran un diseño común.
El 1 de enero de 2015, Lituania se convirtió en el decimonoveno país de la Unión Europea en adoptar el euro como moneda oficial, sustituyendo a la litas lituana. El 23 de julio de 2014, se había establecido la tasa de cambio irrevocable en 3,45280 litas lituanas = 1 euro.

## Diseño regular
Las monedas de euro lituanas tienen todas el mismo diseño (el Escudo de Lituania). Dicho diseño se anunció el 11 de noviembre de 2004 tras una encuesta de opinión pública realizada por el Banco de Lituania. Fueron creadas por el escultor local Antanas Žukauskas y presentadas el 11 de noviembre de 2004. Todas las monedas llevan las 12 estrellas de la UE, la palabra LIETUVA y el año de acuñación.
| Motivos de las monedas de 1, 2 y 5 cts, 10, 20 y 50 cts y 1 y 2 euro                                                  |
| \| \| \| Vytis representación heráldica que da motivo a las monedas de 1, 2 y 5 cts, 10, 20 y 50 cts y 1 y 2 euro. \| |
| |
| Vytis representación heráldica que da motivo a las monedas de 1, 2 y 5 cts, 10, 20 y 50 cts y 1 y 2 euro.             |

| 0,01 €                                   | 0,02 € | 0,05 €      |
| ---------------------------------------- | ------ | ----------- |
|                                          |        |             |
| El Vytis, el escudo de armas de Lituania |        |             |
| 0,10 €                                   | 0,20 € | 0,50 €      |
|                                          |        |             |
| El Vytis, el escudo de armas de Lituania |        |             |
| 1,00 €                                   | 2,00 € | 2 € (canto) |
|                                          |        |             |
| El Vytis, el escudo de armas de Lituania |        |             |

## Monedas conmemorativas de 2 euros
| Año  | Motivo                                                                            | Emisión | Imagen |
| 2015 | Idioma Lituano                                                                    |         |        |
| 2015 | Diseño común: 30º aniversario de la Bandera europea                               |         |        |
| 2016 | Cultura Báltica                                                                   |         |        |
| 2017 | Vilna, Capital Cultural y Artística del Estado                                    |         |        |
| 2018 | / Diseño común: Centenario de la Fundación de los Estados Bálticos Independientes |         |        |
| 2018 | Festival de la Canción y la Danza Lituania 2018                                   |         |        |
| 2019 | Los Sutartinės                                                                    |         |        |
| 2019 | Regiones etnográficas lituanas - Samogitia                                        |         |        |
| 2020 | La Colina de las Cruces                                                           |         |        |
| 2020 | Regiones etnográficas lituanas - Aukštaitija                                      |         |        |
| 2021 | Regiones etnográficas lituanas - Dzūkija                                          |         |        |
| 2021 | Reserva de la Biosfera de Žuvintas                                                |         |        |
| 2022 | Regiones etnográficas lituanas - Suwalkija                                        |         |        |
| 2022 | 100 Años de Baloncesto en Lituania                                                |         |        |
| 2022 | Diseño común: 35º aniversario del programa Erasmus                                |         |        |